# Hereford United F.C.
Hereford United Football Club var en engelsk fodboldklub fra byen Hereford i regionen West Midlands. Klubben spillede i Conference National og havde hjemmebane på Edgar Street. Klubben blev grundlagt i 1921 og nedlagt i 2014 efter en konkurs. Efterfølgende blev Hereford F.C. dannet.

## Kendte spillere
- Steve Bull
- Bruno N'Gotty
- Ade Akinbiyi

## Danske spillere
- Ingen